# NGC 7267
NGC 7267 este o emission-line galaxy⁠(d) situată în constelația Peștele Austral. A fost descoperită în 23 septembrie 1834 de către John Herschel. Se află la o distanță de 45,92 de megaparseci de Pământ.